# Гринуич
Вижте пояснителната страница за други значения на Гринуич.
Гринуич или Гренич (на английски: Greenwich [ˈɡrɛnɪdʒ, – tʃ; ˈɡrɪnɪdʒ, -tʃ]) е квартал (бивш самостоятелен град) и административен район (боро) на Лондон на южния бряг на река Темза.
Той е световноизвестен с обсерваторията си, основана през 1675 г. от крал Чарлз II. Меридианът, който минава през нея, е приет за нулев и спрямо него се определя географската дължина.

## Положение
Гринуич по дефиниция се намира на дължина 0º 0' 0". Точното му местоположение е: 51°28′38″ с. ш. 0°00′00″ и. д. / 51.477222° с. ш. 0° и. д.

## Обсерватория
Гринуичката кралска обсерватория се намира в самия Гринуич и нулевият меридиан преминава през нея, през сградата.
„Средното гринуичко време“ (GMT) някога е било определяно от Гринуичката обсерватория, която днес не работи, но там все още се намира топка, която пада всеки ден, за да отчете точно 13 часа. Терминът „средно гринуичко време“ днес е заменен от термина „координирано универсално време“ (UTC).
В Гринуич има и интересен музей на астрономически и навигационни пособия, в частност хронометрите на Джон Харисън. Обсерваторията се намира в Гринуич парк.

## Други забележителности
Клиперът „Къти Сарк“ е установен на вечна стоянка в сухия док на пристанище на Темза. В сградата на бившата военноморска болница „Гринуич Хоспитъл“ се намират Гринуичкият университет и Музикалният Тринити Колидж.
През 1997 г. крайбрежната част на Гринуич е включена в списъка на обектите на световното наследство на ЮНЕСКО.